# 구조공학
구조공학(Structural engineering)은 구조공학자(en:Structural engineer)들이 인공 구조물의 형태와 형상을 창조하는 '뼈와 근육'을 만들어내도록 교육받는 토목공학의 분과 학문이다. 구조공학자는 건물과 구축물에 대한 안전성, 강도, 강성을 이해하고 계산할 줄 알아야 한다. 구조적인 설계는 건축가, 빌딩서비스공학자(building services engineer) 등의 다른 설계자의 작업과 통합되며 어떤 장소에 도급업자(en:contractor)가 진행하는 건설을 조언하는 경우가 흔하다. 구조공학자는 기계류, 의료 장비, 구조적인 완전성이 기능성과 안전에 영향을 끼치는 차량의 설계에 참여할 수도 있다.

구조공학이론은 적용된 물리 법칙과 다양한 재료의 구조적인 작용에 대한 경험적인 지식과 기하학에 그 기반을 두고 있다. 구조공학적 설계는 상대적으로 단순한 구조적 요소들을 복잡한 구조체계(structural system)를 짓는 데 이용한다. 구조공학자는 자금, 구조적 요소, 재료를 목적을 달성하기 위해 창의적이고 효율적으로 사용할 책임이 있다.

## 구조공학자
구조공학자는 공학적 설계와 구조 분석을 담당한다. 초보적인 구조공학자는 건물의 들보와 기둥과 같은, 구조물의 개별적인 구조적 요소를 설계한다. 좀 더 숙련된 공학자는 구조적인 설계와, 건물과 같은 전체 체계의 무결함을 담당한다.
구조공학자는 대개 건물, 교량, 파이프라인, 산업 시설, 터널, 차량, 선박, 항공기, 우주선과 같은 특정한 부문을 전문적으로 다룬다. 건물에 특화된 구조공학자는 흔히 콘크리트, 강철, 목재, 석재, 합금, 복합재료와 같은 특정한 건축 자재에 특화되며, 사무실, 병원, 주거용 건물 등등과 같은 특정한 종류의 건물에 집중할 수 있다.
구조공학은 사람이 최초로 구조물을 짓기 시작할 때부터 존재해왔다. 구조공학은 19세기 후반에 산업혁명이 일어나면서 건축이 공학과 구별되는 전문분야로 등장함에 따라 좀 더 엄밀하게 정형화된 직업이 되었다. 그 이전까지는, 건축가와 구조공학자들은 구분 없이 건설장인(en:master builder)이라 불렸다. 19세기와 20세기 초반에 나타난 구조 이론에 대한 전문화된 지식이 개발되고서야 전문적인 구조공학자들이 나타날 수 있었다. 오늘날의 구조공학자의 역할은 정적인 하중과 동적인 하중, 그러한 하중에 견딜 수 있는 구조물에 대한 심대한 이해를 포함한다. 현대적인 건축물의 복잡성은 구조물이 부하를 지탱하고 견디는 것을 보장하기 위해 흔히 공학자의 큰 창의성을 요구한다. 일반적으로 구조공학자는 학사 학위를 따기 위해 네다섯 해를 공부하며, 이후 자격을 완전히 갖추기 위해 3년 이상 실무 경험을 쌓는다. 구조공학자는 영국의 Institution of Structural Engineers와 같은 전 세계의 다양한 학회와 규제 기관을 통해 자격을 인정받는다. 수학한 학위와/또는 자격을 얻고자 하는 지역에 따라 구조공학자, 토목공학자, 혹은 둘 다의 자격을 취득할 수 있다. 또다른 국제조직은 IABSE(International Association for Bridge and Structural Engineering, 교량과 구조공학을 위한 국제협회)가 있다. 이러한 단체들의 목적은 지식을 공유하고, 전세계적으로 구조공학의 한계를 넓혀 업계와 사회에 도움이 되는 것이다.

## 구조공학의 역사

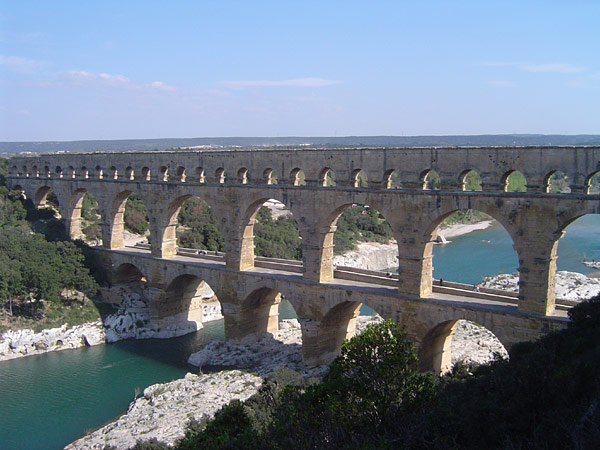
기원전 19세기 경에 프랑스에 지어진 로마 수도교 퐁뒤가르

구조공학의 시초는 역사에 처음으로 공학자로서 이름을 새긴 임호텝이 파라오 조세르를 위한 계단 피라미드를 건설한 기원 전 2,700년 경으로 거슬러 올라간다. 늘어나는 하중에 비례해 크기를 선형적으로 늘릴 수 없는 다른 구조물들과는 다르게, 피라미드의 구조적 형태는 기본적으로 안정적이고 거의 무한히 크기를 늘릴 수 있어서 고대 문명에서 제일 흔히 건축된 주요 구조물이었다.
피라미드의 구조적인 안정성은 주로 형태를 통해 획득한 한편, 건설에 사용한 암석의 강도와, 상부의 하중을 지탱할 수 있는 특성에도 의존했다. 석회암 벽돌은 흔히 건설 장소 근처의 채석장에서 가져왔고 30에서 250 MPa (MPa = Pa * 10^6) 에 이르는 압축강도를 가졌다. 그래서 피라미드의 구조적인 강도는 피라미드의 형태보다 건설 자재로 사용된 암석의 물질적 특성에 의존했다.
고대와 중세 시대에 대부분의 건축적인 설계와 건설은 석공과 목수와 같은 장인들이 명건축가의 역할을 맡아 진행했다. 구조 이론은 존재하지 않았고, 구조가 어떻게 서있는지에 대한 이해는 극단적으로 제한되었으며, 거의 전적으로 '전에 어떻게 작업했는지'에 대한 실증적인 증거에 기반했다. 지식은 길드가 관리했으며 진보는 별로 이루어지지 않았다. 구조물은 반복적이었고, 규모는 점진적으로 증가했다.
구조적 요소의 강도나 구조 자재의 작용에 대한 최초의 계산의 기록은 존재하지 않지만, 전문화된 구조공학자는 산업혁명과 콘크리트의 재발명(콘크리트의 역사(en:History of Concrete)를 보라)이 있고 나서야 형태를 갖추었다. 구조공학을 뒷받침하는 물리학은 르네상스 시기에 이해되기 시작하였고, 이후로 꾸준히 발전하여 1970년대에 컴퓨터를 사용한 설계가 시작되었다.

## 연대기
- 1452–1519: 레오나르도 다 빈치가 수많은 기여를 함.
- 1638: 갈릴레오 갈릴레이가 단순한 구조물의 파괴를 다룬 두 개의 신과학(en:two New Sciences)을 출간함.

- 1660: 로버트 훅의 훅 법칙

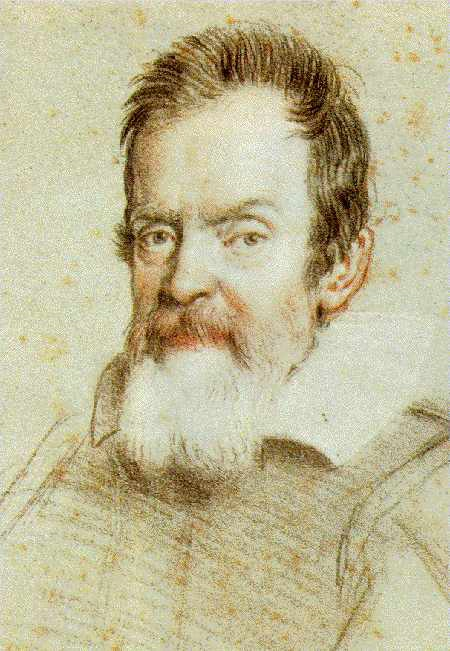
갈릴레오 갈릴레이의 책 '새로운 두 과학'에서는 단순한 구조물의 파괴를 설명한다.

- 1687: 아이작 뉴턴이 뉴턴의 운동 법칙을 다룬 프린키피아을 출간함.

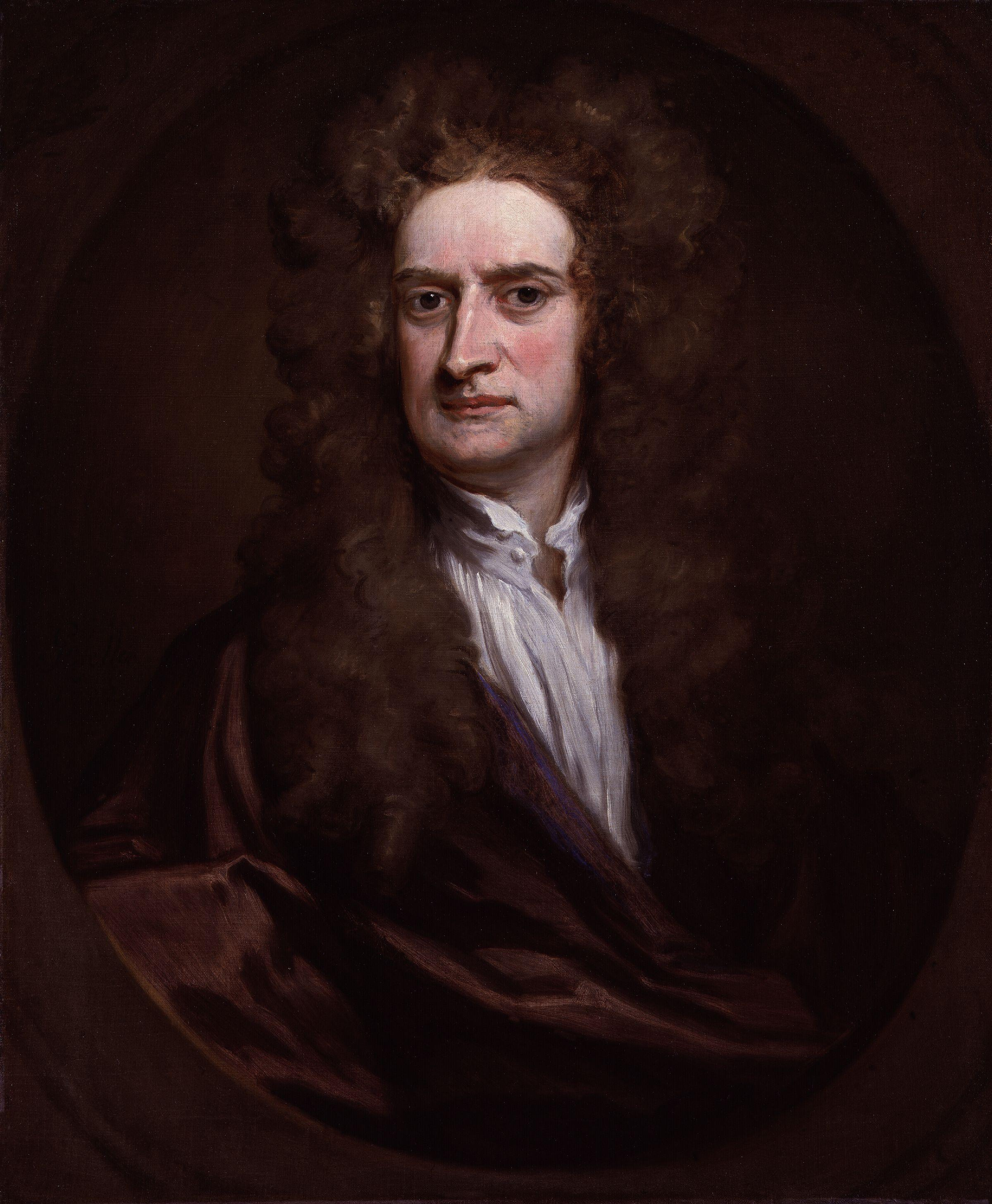
아이작 뉴턴은 뉴턴 운동 법칙을 기술하는 프린키피아를 출판했다.

- 1750: 오일러-베르누이 보 이론(en:Euler–Bernoulli beam equation)
- 1700–1782: 다니엘 베르누이가 가상일의 이론을 도입함.
- 1707–1783: 레온하르트 오일러가 기둥의 좌굴 이론을 개발함.

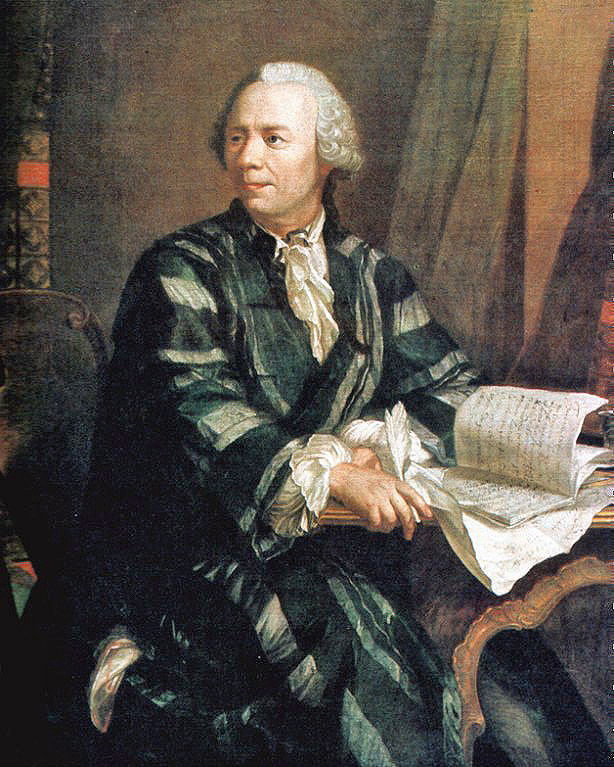
레온하르트 오일러는 기둥의 좌굴의 이론을 개발했다.

- 1826: 클로드 루이 나비에가 구조물의 탄성의 작용에 대한 논문을 출시함
- 1873: 카를로 알베르토 카스틸리아노(en:Carlo Alberto Castigliano)가 변위를 변형 에너지의 편미분으로서 계산하는 그의 해법을 포함한 논문 '탄성계의 근방(?) Intorno ai sistemi elastici'을 소개함. 이 이론은 특수한 경우로서 '최소 일'의 해법을 포함함.
- 1874: 오토 모어(en:Otto Mohr)가 부정정적인 구조물에 대한 발상을 구체화함.
- 1922: 티모셴코가 오일러-베르누이 보 이론을 정정함.
- 1936: 하디 크로스가 연속적인 골조의 설계에 중요한 혁신이라고 일컬어지는 모멘트 분배법을 출간함.
- 1941: 알렉산더 흐레니코프(en:Alexander Hrennikoff)가 평면 탄성의 이산화 문제를 격자골격을 사용하여 해결함
- 1942: 리하르트 쿠란트가 정의역을 유한한 소구역으로 분할함
- 1956: J. Turner, R. W. Clough, H. C. Martin, L. J. Topp'의 '복잡한 구조물의 강도와 휨 Stiffness and Deflection of Complex Structures'이라는 논문이 '유한요소법'이라는 명칭을 도입함. 이는 오늘날 이 방식을 최초로 포괄적으로 다루었다고 널리 알려짐.

### 구조 파괴
구조공학의 역사는 수많은 붕괴와 파괴를 포함한다. 때로 이는 포르탱 오귀스탱(Fortin Augustin) 목사가"그가 건물 전체를 건설했고, 공학자는 필요하지 않다고 했는데 마치 건설에 대해 잘 알고 있다는 듯이 굴었다"라고 증언한, 3층 높이의 학교 건물의 부분적인 붕괴로 이어진 페티옹빌 학교 붕괴(en:2008 Pétion-ville school collapse)처럼 명백한 부주의로 인해 일어나기도 한다. 최종적인 붕괴는 94명의 사람들을 죽였고, 대부분 아이들이었다.
다른 경우에 구조 파괴(en:structural failure)는 주의깊은 연구가 필요하며, 이러한 연구의 결과로 실용적인 노하우가 축적되며 구조공학의 과학에 대한 더욱 깊은 이해를 얻는다. 이러한 몇몇 연구는 원래의 공학자가 the state of the profession과 수용할 수 있는 관행에 따라 모든 것을 완수한 것으로 보이지만 여전히 파괴(failure)가 일어날 때 법공학(en:forensic engineering)적 기법으로 조사한 결과다. 이러한 관점에서의 구조적 지식과 향상된 적용에 관한 유명한 사례는 1970년대에 호주에서 붕괴된 상자형 보(en:box girder)등의 일련의 파괴 사례에서 찾아볼 수 있다.

## 세부 분야

### 건물 구조

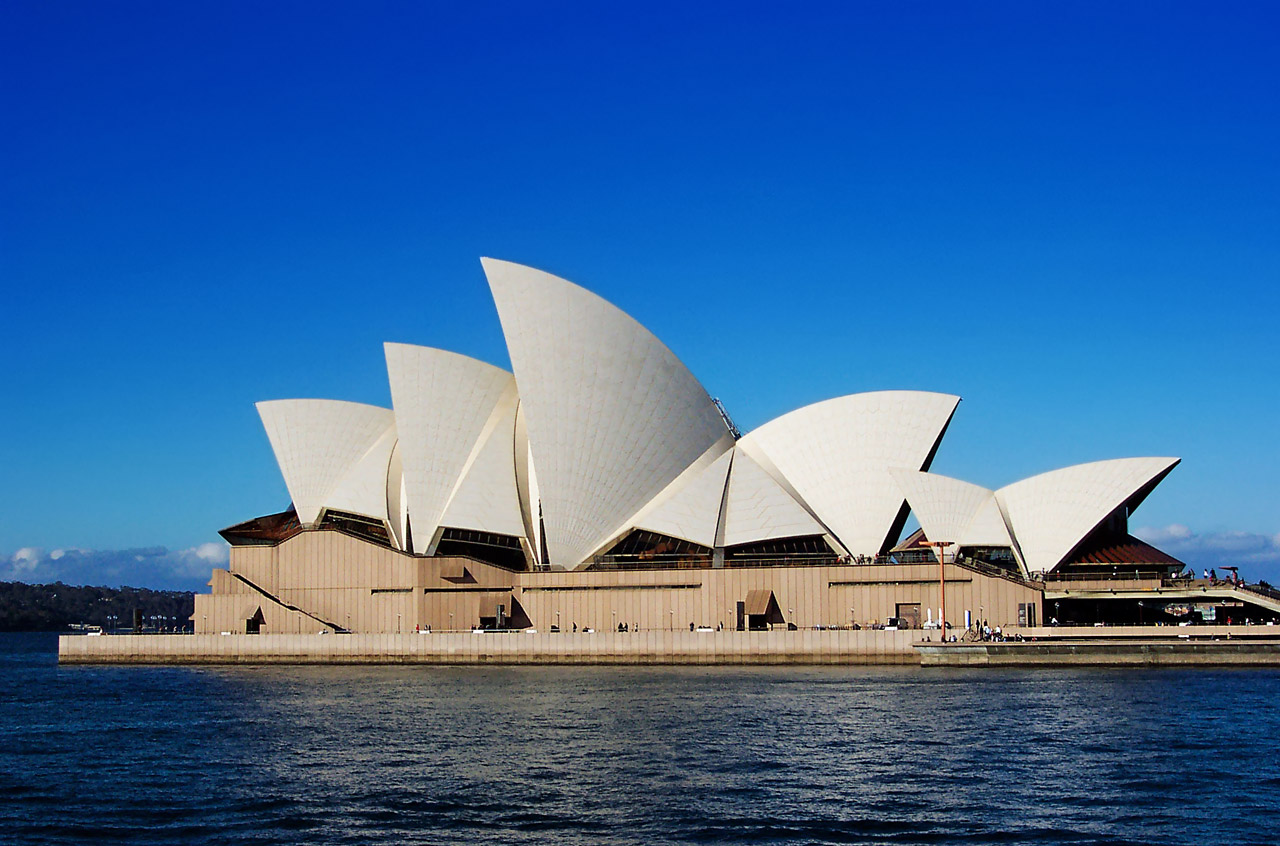
요른 웃손(:en:Jørn Utzon)이 형태를, 오베 아루프 & 파트너스(:en:Ove Arup & Partners, OAP)가 구조를 설계한 시드니 오페라 하우스

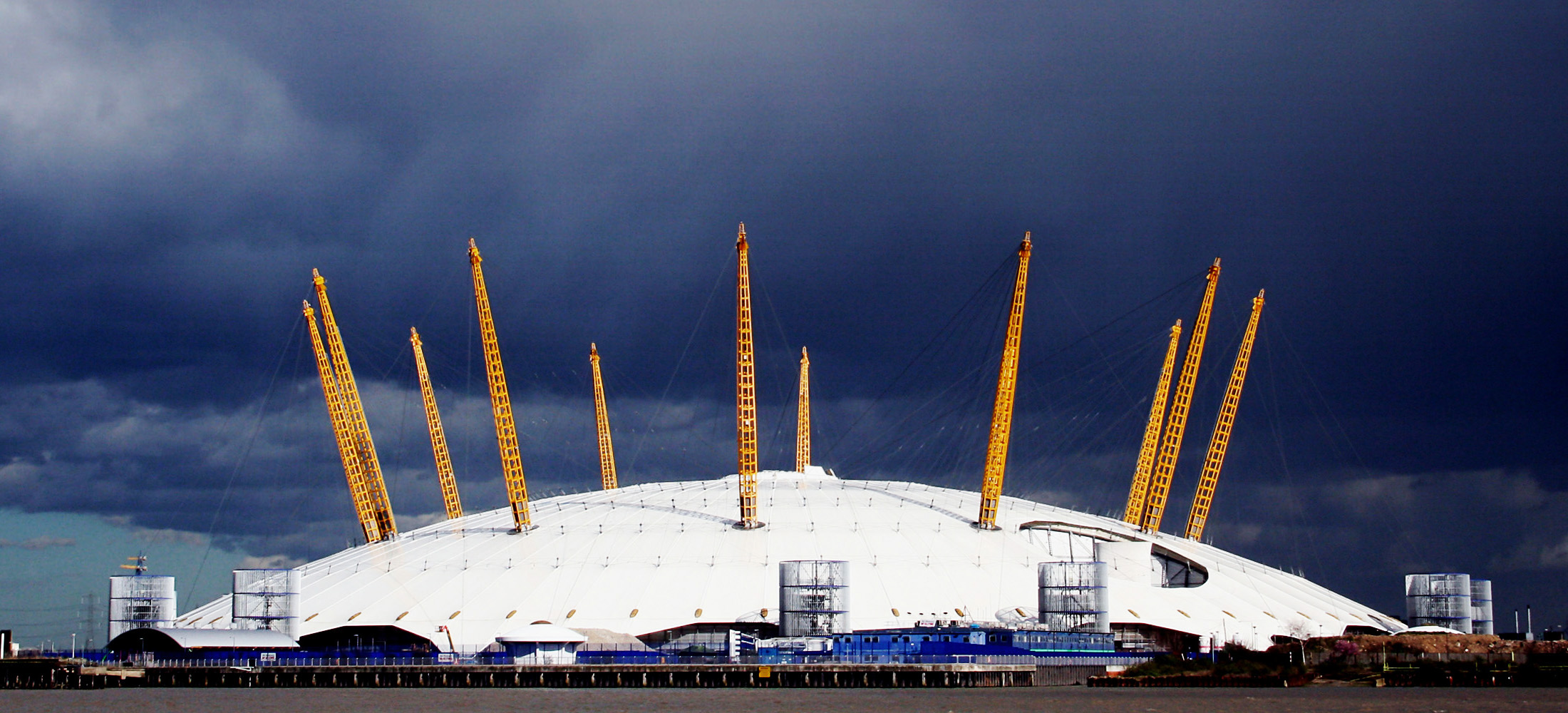
리처드 로저스와 뷰로 해폴드(:en:Buro Happold)가 설계한, 영국 런던의 밀레니엄 돔

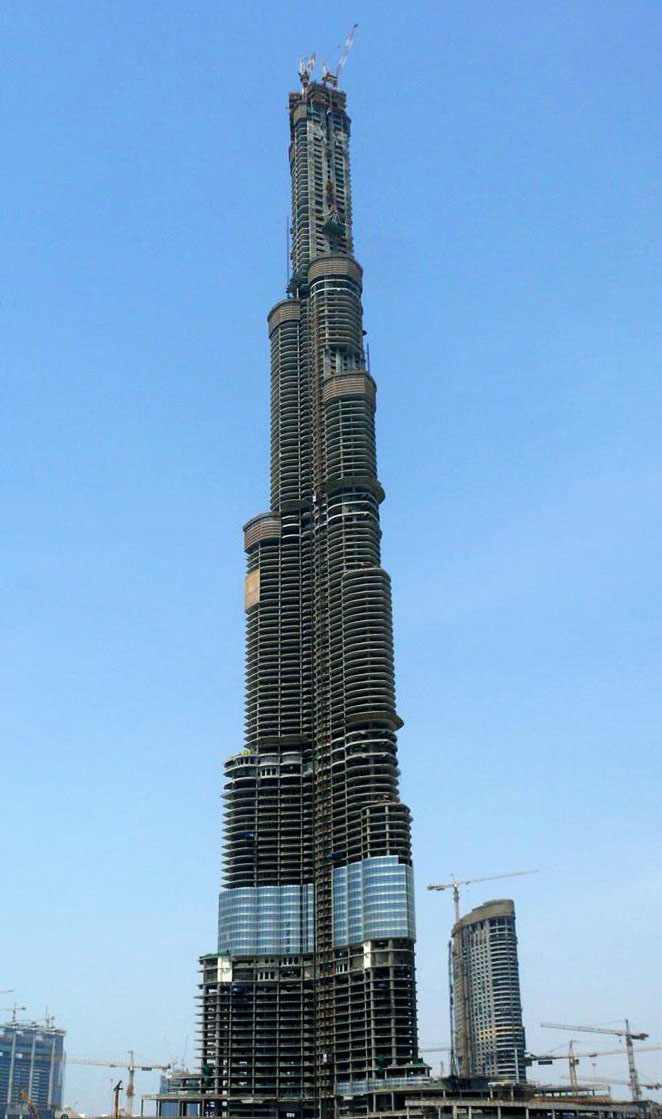
2007년에 두바이에 건설 했던, 세계에서 제일 높은 건물인 부르즈 할리파. 현재는 완공되었다.

건물에 대한 구조공학은 건물의 설계와 관련된 모든 구조공학을 포함하며, 건축과 밀접하게 연계된 구조공학의 분파이다.
구조적인 건축공학은 주로 기능적인 요구사항을 충족시키는 목표를 달성하기 위한 재료와 형태의 창의적인 활용과 그 기반이 되는 수학적, 과학적 발상이 이끌어가며, 건물은 합리적으로 예상되는 모든 하중을 지탱할 수 있도록 설계되면 구조적으로 안전하다. 이는 재료와 형태, 질량, 공간, 부피, 질감, 채광을 미학적인, 기능적인, 종종 예술적인 목표를 달성하기 위한 창의적인 활용이 이끌어가는 건축 설계와는 미묘하게 다르다.
건축가는 대개 건물의 수석 설계자이며, 구조공학자는 보조 자문위원으로서 고용된다. 각각의 분야가 실질적으로 설계를 이끌어가는 정도는 건물의 종류에 크게 의존한다. 다층 사무실 건물과 주택과 같은 대부분의 구조물은 구조적으로 단순하며 건축가가 설계를 이끌어가지만, 장력 구조(en:tensile structure), 셸(en:Thin-shell structure), 격자셸(en:gridshell)과 같은 특이한 형태의 구조물은 견고함을 구조에 크게 의존하여 공학자는 건축가보다 구조물의 형태에, 미학적인 요소에 좀 더 큰 영향을 미친다.
건물의 구조적인 설계는 건물이 안전하게 서있을 수 있고, 구조적인 요소의 피로, 붙박이 세간, 반고정 세간, 부분의 갈라짐이나 파괴, 사람들의 불편함을 야기할 수 있는 지나친 휨이나 움직임 없이 기능할 수 있도록 보장해야 하며, 온도, 크리프, 균열, 하중으로 인한 움직임과 힘을 고려해야 하고, 구조가 재료의 생산 강도에 맞게 건설 가능하도록 해야 한다. 건물을 설계할 때는 건물이 정상적으로 작동하고, 건물 서비스가 건물과 기능 (공기조절, 환기, 연기배출, 전기장치, 조명 등등) 에 적합하도록 해야 한다. 현대 건물 구조의 설계는 극단적으로 복잡할 수 있고, 완공하기 위해 다수의 인력이 필요한 경우가 흔하다.
건물을 위한 구조 공학의 분파는 다음을 포함한다:
- 지진 공학
- 파사드 공학(영어판)
- 화재 공학(영어판)
- 지붕 공학
- 탑공학
- 풍공학(영어판)

### 지진 공학 구조물
지진공학 구조물은 지진에 견디기 위해 설계되었다.

내진 피라미드 엘 카스티요, 치첸이트사(:en:El Castillo, Chichen Itza)

지진공학의 주된 목표는 흔들리는 지반과의 상호작용을 이해하고, 가능한 지진의 결과를 예견하고, 구조물이 지진이 일어날 때 작동(en:Seismic performance)하도록 건설하는 것이다.
구조물이 내진성을 갖추기 위해서 반드시 이 문단에 보이는 치첸이트사의 엘 카스티요처럼 극단적으로 강인할 필요는 없다.
지진 공학(en:earthquake engineering)의 중요한 도구 한 가지는 구조물의 기반이 지진과 함께 자유롭게 움직이도록 해주는 기초 격리(en:base isolation)이다.

### 토목 공학 구조물
토목공학은 환경을 건설하는 데 관련된 모든 구조공학을 포함한다. 토목공학이 포함하는 것은 다음과 같다.
| - 교량 - 댐 - 토공사 - 기반(en:Foundation (engineering)) - 해안건축 - 파이프라인 |  | - 발전소 - 철도 - 옹벽 - 도로 - 터널 - 수로 - 저수지 - 냉간성형강랙구조(en:Cold-formed steel) - 송수(en:Water supply network), 폐수 인프라 |

구조공학자는 이러한 구조물들의 수석 디자이너이며, 보통 유일한 디자이너이다. 이러한 것들과 같은 것을 설계할 때, 구조적인 안전성은 무엇보다 중요하다. (영국에서는 댐, 교량, 원자력발전소의 설계는 반드시 공인 엔지니어(en:Chartered Engineer (UK))의 승인을 받아야 한다.)
토목 공학 구조물은 흔히 온도의 큰 변화, 파도나 교통과 같은 동적 부하, 물이나 압축된 기체로 인한 큰 압력과 같은 굉장히 극단적인 힘을 받게 된다. 이것들은 바다, 산업 시설, 지하와 같은 부식되기 쉬운 환경에서도 자주 건설된다.

### 기계적 구조

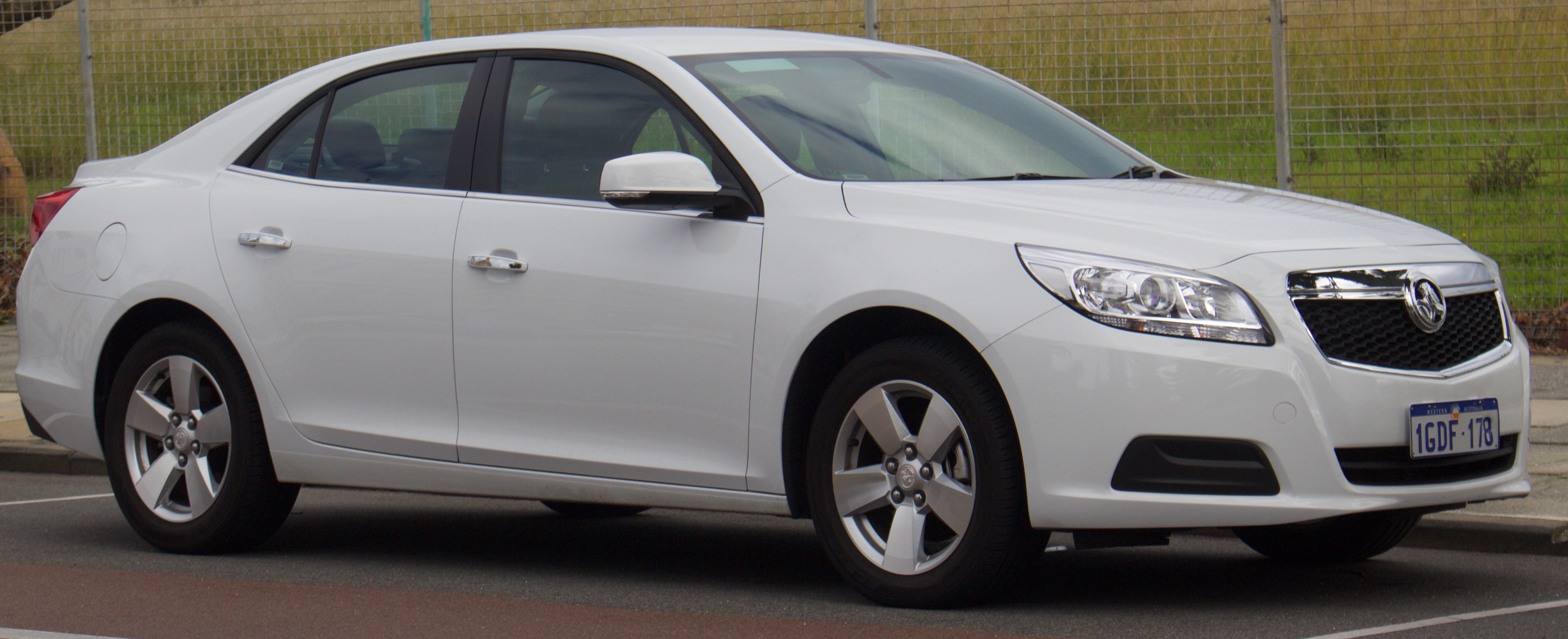
차

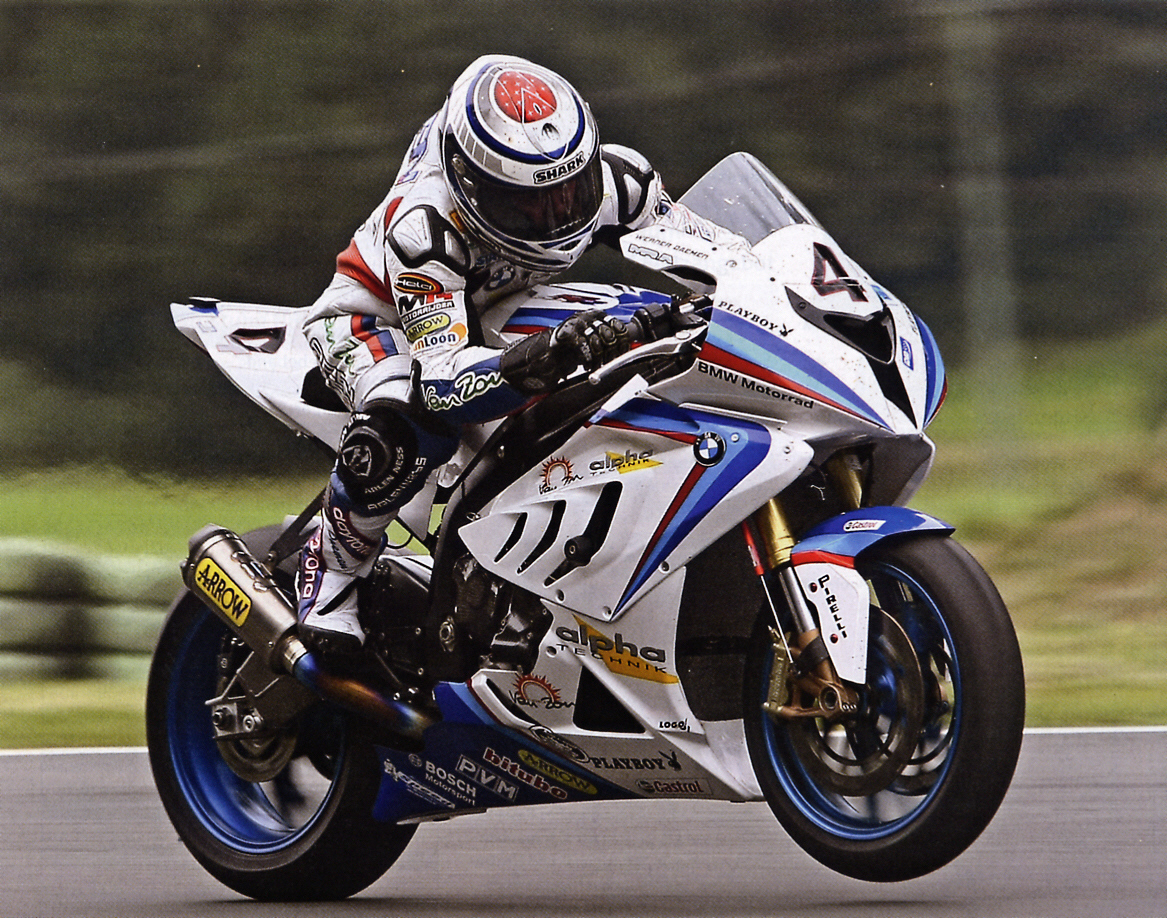
오토바이

구조공학의 이론들은 다양한 기계적인 (움직일 수 있는) 구조물에 적용할 수 있다. 정적인 구조물의 설계는 그것들이 언제나 같은 기하학을 가정하지만, (사실 안정하다고 가정하는 구조물들은 크게 움직일 수 있고, 구조공학적 설계는 필요하다면 이를 고려해야 한다.) 움직일 수 있거나 움직이는 구조물의 설계는 피로, 하중을 견디는 방식의 변화와 구조의 심대한 왜곡의 가능성을 고려해야 한다.
기계에는 굉장히 다채로운 힘이 다채로운 빈도로 가해질 수 있다. 선박이나 항공기는 굉장히 다양한 규모의 힘을 정해진 구조의 수명 동안 수천 번 넘게 견뎌야 한다. 기계 구조를 설계할 때는 정해진 수명이 다 될 때까지 망가지지 않고 예측되는 부하를 견딜 수 있도록 해야 한다.
다음과 같은 분야에서 기계적 구조공학을 요할 수 있다:
- 보일러와 압력 용기(en:Pressure vessel)
- 차체와 객차(en:Coachwork)
- 기중기
- 엘레베이터
- 에스컬레이터
- 선박 건조

### 항공우주 구조

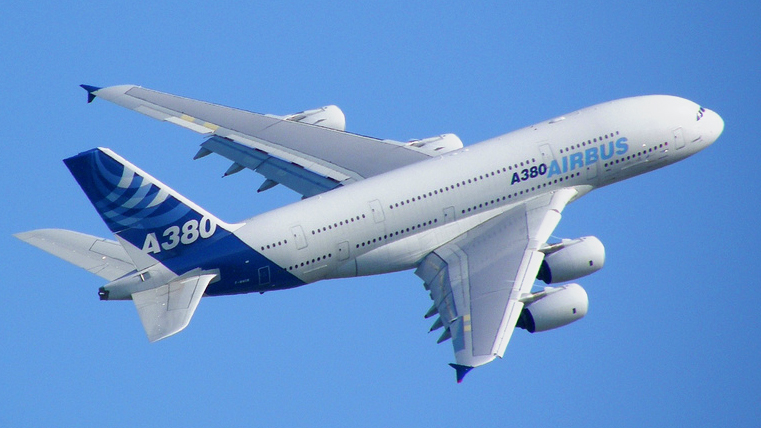
세계에서 제일 큰 여객기인 에어버스 A380

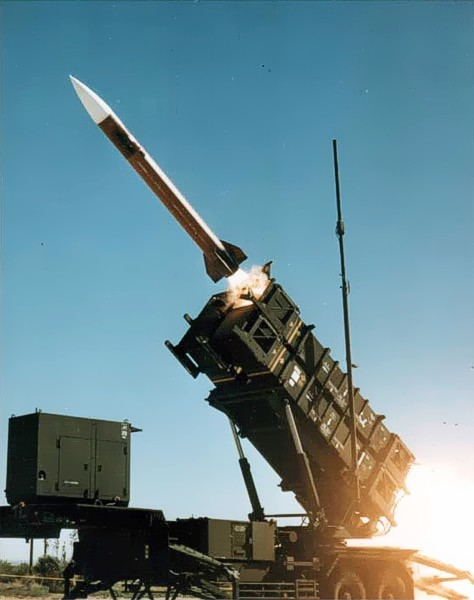
미사일의 설계는 구조 해석에 대한 깊은 이해를 필요로 한다.

항공우주 구조의 종류는 발사체 (아틀라스(en:Atlas (rocket family)), 델타(en:Delta (rocket family)), 타이탄), 미사일 (ALCM, 하푼), 초음속 기체 (우주왕복선), 군용기 (F-16, F-18), 상용기 (보잉 777, MD-11) 등을 포함한다. 항공우주 구조의 종류는 형체를 유지하는 데 사용되는 외부 표면, 격벽, 골격을 위한 얊은 판, 보강재와 구성요소를 결합시키기 위한 용접점, 리벳, 나사, 볼트 등의 파스너(en:Fastener)로 구성된다.

### 나노 규모의 구조물
나노구조(en:Nanostructure)는 분자 규모와 마이크로미터 규모 사이의 크기를 가지는 구조다. 나노구조를 설명하기 위해선 나노규모의 차원수를 구분할 필요가 있다. 나노조직표면(Nanotextured surface)은 나노규모에서 한 개의 차원을 가지며, 즉 물체 표면의 두께는 0.1에서 100 나노미터에 불과하다. 나노튜브는 나노규모에서 두 개의 차원을 가지며, 즉 튜브의 직경은 0.1에서 100 나노미터에 달한다. 그 길이는 훨씬 기다랄 수도 있다. 그리고 구형 나노입자는 나노 규모에서 세 개의 차원을 가지고, 공간 상의 각 차원에서의 길이는 0.1에서 100나노미터에 달한다. 나노입자(nanoparticle), 초미입자(ultrafine particles, UFP)라는 용어들은 흔히 동음이의어로 사용되지만, UFP는 마이크로미터 규모의 입자까지 포함한다. 나노구조라는 용어는 자기기술을 나타낼 때 많이 쓰인다.

### 의학을 위한 구조공학

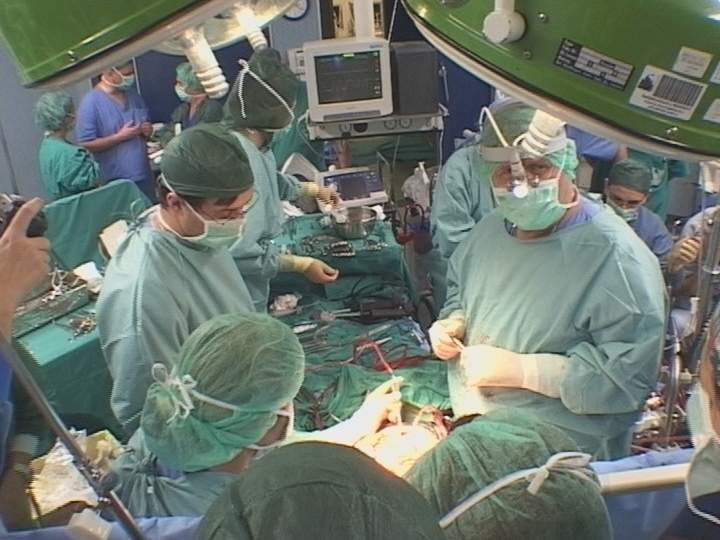
의료 장비를 설계하기 위해선 구조공학에 대한 깊은 이해가 필요하다.

의료설비(en:Armamentarium)는 의학적인 상태를 진단하고 관리하고 다루기 위해 설계된다. 의학 기구에는 몇 가지 기본적인 유형이 있다. 진단 장비에는 진단을 위해 사용하는 의료 영상 기기가 있다; 장비에는 주입 펌프, 의료용 레이저, 라식 수술 기계가 있다. 의료용 모니터는 의료진이 환자의 의학적 상태를 확인하기 위해 사용된다. 모니터는 환자의 생명 징후와 ECG, EEG, 혈압, 혈중가스 등의 다른 지표를 측정할 수 있다. 의료분석장비는 예를 들어 진성당뇨병의 조절과 같은 특정한 목적을 위해 집에서 사용될 수도 있다. 생체의학장비기술자(en:biomedical equipment technician, BMET)는 의료전달체계에 필수적인 존재다. BMET는 주로 병원에 고용되며, 시설의 의료 장비를 유지보수하는 역할을 맡는다.

## 구조 요소

고르게 분포된 하중으로 인해 휘어진, 정정된 단순보

모든 구조물은 본질적으로 많지 않은 유형의 요소들로 구성된다.
- 기둥
- 들보
- 판(en:Plate (structure))
- 아치
- 셸(en:Thin-shell structure)
- 현수선

이 요소 중 대부분은 형태 (직선, 평면 / 곡면) 와 차원수 (일차원 / 이차원)에 따라 다음과 같이 분류될 수 있다:
|             | 일차원                                            | 일차원                                            | 이차원              | 이차원                              |
|             | 직선                                              | 곡선                                              | 평면                | 곡면                                |
| ----------- | ------------------------------------------------- | ------------------------------------------------- | ------------------- | ----------------------------------- |
| (대개) 휜   | 들보                                              | 연속 아치                                         | 판, 콘크리트 슬래브 | planar lamina(en:Planar lamina), 돔 |
| (대개) 당긴 | 밧줄, 끈                                          | 현수선                                            | 셸                  | 셸                                  |
| (대개) 눌린 | 각기둥(en:Pier (architecture)), 원기둥(en:Column) | 각기둥(en:Pier (architecture)), 원기둥(en:Column) | 내력벽              | 내력벽                              |

### 기둥
기둥은 단방향(압력) 또는 양방향의 축력과 휨력(이러한 경우 기술적으로 보-기둥이라고 불리지만 일상적으로는 그냥 기둥이라 불린다)을 지탱하는 요소이다. 기둥을 설계할 때는 반드시 요소의 축하중과 좌굴하중의 용량을 점검해야 한다.
좌굴용량(buckling capacity)은 찌그러지려는 경향을 견디는 요소의 용량이다. 그 용량은 그 기하학적 형태, 재질, 기둥의 양 끝의 제한 조건에 좌우되는 기둥의 유효 길이(effective length)에 따라 달라진다. 유효 길이는 {\displaystyle K*l}이며 {\displaystyle l}는 기둥의 실제 길이이고 K는 제한조건의 종속 변수이다.
수직 압력을 지탱하는 기둥의 용량은 기둥이 휜 정도에 따라 달라지며, 그 역도 같다. 이는 interaction chart 상에 표현되며 비선형적 관계의 총합이다.

### 보

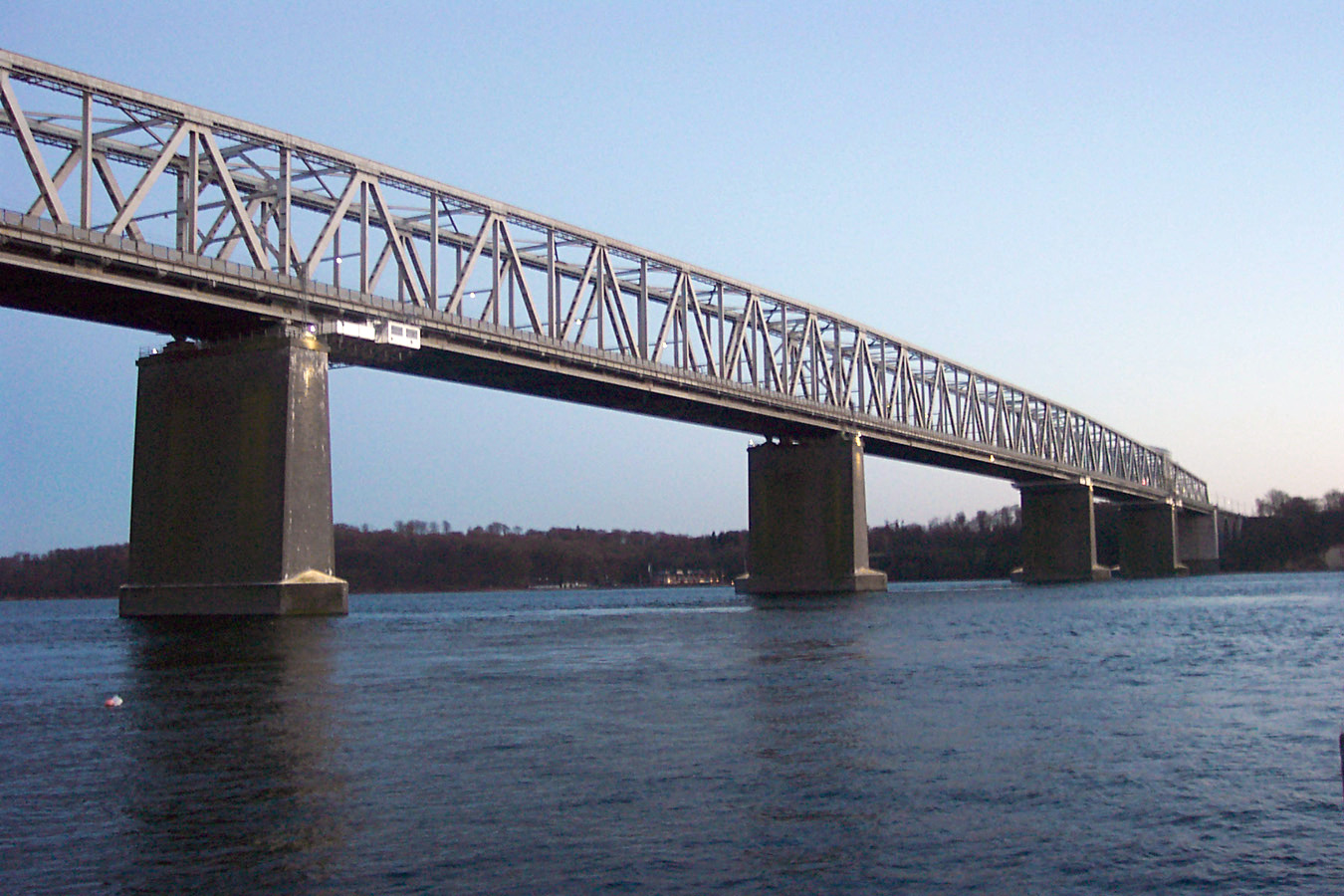
덴마크의 트러스교인 리틀벨트교(:en:Little Belt Bridge)

보는 한 차원에서의 길이가 다른 두 차원에서의 길이보다 훨씬 긴 요소로 정의할 수 있으며 가해진 하중은 대개 요소의 주축(main axis)에 수직인 방향으로 작용한다. 빔과 기둥은 선 요소(line element)라고 불리며 보통 구조적 모델링에 있어 단순한 선으로 표현된다.
- 외팔보 (지지부가 1개인 보)
- 단순보 (양 끝에서 수직 병진을, 한 지지부에서 수평 병진을 막도록 고정되었으며, 지지부에서 회전할 수 있는 보)
- 고정보 (양 끝에서 모든 방향의 병진과 회전을 막도록 고정된 보) : 고정단 모멘트 참고.
- 연속보 (지지부가 N개인 보)
- 혼합보 (ex. 양 쪽과 가운데에서 지지되는 보)

보는 단순 휨(en:pure bending)만을 지탱하는 요소이다. 휨은은 보를 길게 두 부분으로 구분할 때 한 쪽은 압력이, 다른 쪽인 장력이 가해지도록 한다. 압력이 가해지는 부분은 찌그러짐과 으스러짐을, 장력이 가해지는 부분은 장력을 적절히 견디도록 설계되어야 한다.

### 트러스

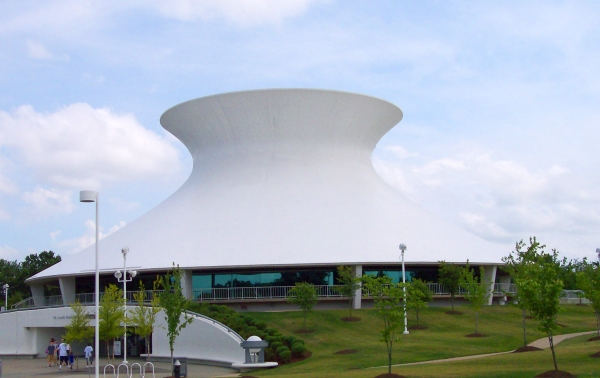
교 오바타(:en:Gyo Obata)가 설계한 맥도넬 천체투영관은 미국 세인트루이스에 위치한 콘크리트 셸 구조물이다.

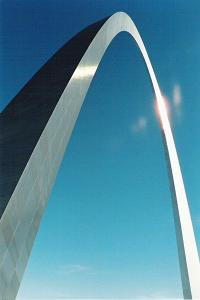
스테인리스 클래드강 304를 사용한, 세인트루이스의 192 m 높이의 게이트웨이 아치

트러스는 부재, 연결 부위(절점, node)을 구성하는 구조이다. 부재들이 절점에서 연결되고 힘이 절점에 가해지면 부재에 장력이나 축력이 작용하게 된다. 축력(compression)이 작용하는 부재는 압축재, 버팀대(en:strut)라고 불리는 반면 장력이 작용하는 부재는 인장재, ties라고 불린다. 대부분의 트러스는 구조 요소를 교차 연결하기 위해 연결판(en:gusset plate)를 사용한다. 연결판은 비교적 유연하며 휨모멘트(en:bending moment)를 전달할 수 없다. 연결부위는 보통 부재들의 역선(en:line of force)이 연결점joint에서 일치해서 트러스 부재들이 순인력, 혹은 순장력에서 작용할 수 있도록 배열된다.
트러스는 보통 단단한 빔을 사용하기엔 경제적이지 않은 폭이 넓은 구조물에 활용된다.

### 판
판은 두 방향으로의 휨을 지탱한다. 평평한 콘크리트 슬라브도 판이라고 할 수 있다. 판은 연속체 역학을 활용하여 이해할 수 있지만, 내포한 복잡성이 크기 때문에 보통은 성문화된 실증적인 접근법이나 컴퓨터 분석을 활용하여 설계된다.
판은 가정된 붕괴 기전이 붕괴 하중의 상한을 부여하기 위해(가소성을 참고하자) 분석되는 항복선이론으로 설계될 수도 있다. 이러한 기술은 실제로 사용되기도 하지만 이 방식이 불안정한 붕괴 하중의 예측 등의 상한을 제시하기 때문에, 붕괴 기전을 허술하게 가정한 경우 현실적인지 확인하기 위해서는 많은 주의를 기울여야 한다.

### 셸
셸은 강도를 그 형태에서 얻어내며, 압력의 힘을 두 방향으로 지탱한다. 돔은 셸의 한 형태라고 할 수 있다. 셸의 강도는 그 형태에서 나오며, 두 방향의 압력을 견딘다. 예를 들자면 돔이 있다. 셸 구조는 순장력 상태에서 현수선으로 작용할 hanging-chain model을 만들고, 그 형태를 순압력이 가해지도록 뒤집는 방식으로 설계할 수 있다.

### 아치
아치는 압력으로서의 힘을 한쪽 방향으로만 지탱할 수 있으며, 이것이 암석이 아치 건설에 적합한 이유이다. 아치는 힘의 추력선(en:Line of thrust)이 아치의 폭에 따라 남아있도록 하기 위해 설계되었다. 아치는 구조물을 거대하게 만들기 위해서라면 어떤 유형에든 적용된다.

### 현수선
현수선은 강도를 그 형태에서 얻어내며, 수평력을 편향시켜 pure tension의 형태로 전달한다. (곡예줄처럼 누가 그 위를 걸어가면 축 처질 것이다). 현수선은 거의 언제나 케이블이나 직물 구조를 띈다. 직물 구조는 2차원적인 케이블로 작용한다.

### 구조공학이론

전단 응력이 가해지는 볼트의 모습. 위의 모습은 단일 응력을, 밑의 모습은 이중 응력을 묘사한다.

구조공학은 어떻게 구조가 자체 하중과 가해지는 하중을 지지하고 견디는지에 대해 이해하기 위해 응용역학(en:applied mechanics), 재료과학, 응용수학에 대한 세부적인 지식에 의존한다. 구조공학자는 대개 지식을 올바르게 적용하기 위해 특히 구조물이 외부 환경에 노출될 때의 재료와 구조물의 부식 저항성에 대한 약간의 지식 뿐만 아니라 상대적으로 실증적이거나 이론적인 구조분석(en:Structural analysis) 기법에 대한 세부적인 지식을 알아야 한다. 1990년대부터 구조를 그리고 분석하고 설계하는 것을 최대한 정밀하게 보조하는 기능을 가진, 구조 설계를 위한 전문적인 프로그램을 사용할 수 있게 되었다; 예를 들어 오토캐드, StaadPro, ETABS(en:Computers and Structures), Prokon, Revit Structure, Inducta RCB, 따위가 있다. 이러한 프로그램들은 지진이나 바람 따위에서 오는 환경적인 부하도 고려할 수 있다.

### 재료
구조공학은 다양한 재료들이 하중을 지탱하고 견디는지에 대해 이해하기 위해 재료와 그 성질에 대한 지식에 의존한다.
흔히 사용되는 구조 재료는 다음과 같다.
- 철: 연철, 주철
- 콘크리트: 철근콘크리트, 프리스트레스트 콘크리트
- 합금: 강철, 스테인리스강
- 석조
- 목재: 경재, 연재(en:softwood)
- 알루미늄
- 복합재료: 합판
- 다른 구조 재료: 어도비, 대나무, 탄소섬유, 섬유보강수지(en: fiber reinforced plastic), 흙벽돌(en:mudbrick), 지붕재(en:roofing material)

## 참고 문서
| - 구조공학용어 - 항공기 구조 - 건축가 - 건축공학 - 건물공인사 - 빌딩서비스공학 - 토목공학 - 건설공학 | - 지진공학 - 법공학 - 구조공학주제 - 구조의 파괴와 붕괴의 목록 - 구조공학자의 목록 - 기계공학 - 나노구조 - 프리스트레스트 구조 | - 구조공학자 - 구조공학프로그램 - 구조파괴역학 - 구조파괴 - 구조의 견고성 - 구조용강 - 재료역학 |

## 같이 보기
- 건축공학
- 토목공학
- 건설공학
- 지진공학
- 기계공학
- Structurae
- 강재

## 참고 문헌
- Hibbeler, R. C. (2010). Structural Analysis. Prentice-Hall.
- Blank, Alan; McEvoy, Michael; Plank, Roger (1993). Architecture and Construction in Steel. Taylor & Francis. ISBN 0-419-17660-8.
- Hewson, Nigel R. (2003). Prestressed Concrete Bridges: Design and Construction. Thomas Telford. ISBN 0-7277-2774-5.
- Heyman, Jacques (1999). The Science of Structural Engineering. Imperial College Press. ISBN 1-86094-189-3.
- Hosford, William F. (2005). Mechanical Behavior of Materials. Cambridge University Press. ISBN 0-521-84670-6.

## 추가 문헌
- Blockley, David (2014). A Very Short Introduction to Structural Engineering. Oxford University Press ISBN 978-0-19967193-9.
- Bradley, Robert E.; Sandifer, Charles Edward (2007). Leonhard Euler: Life, Work, and Legacy. Elsevier. ISBN 0-444-52728-1.
- Chapman, Allan. (2005). England's Leornardo: Robert Hooke and the Seventeenth Century's Scientific Revolution. CRC Press. ISBN 0-7503-0987-3.
- Dugas, René (1988). A History of Mechanics. Courier Dover Publications. ISBN 0-486-65632-2.
- Feld, Jacob; Carper, Kenneth L. (1997). Construction Failure. John Wiley & Sons. ISBN 0-471-57477-5.
- Galilei, Galileo. (translators: Crew, Henry; de Salvio, Alfonso) (1954). Dialogues Concerning Two New Sciences. Courier Dover Publications. ISBN 0-486-60099-8
- Kirby, Richard Shelton (1990). Engineering in History. Courier Dover Publications. ISBN 0-486-26412-2.
- Heyman, Jacques (1998). Structural Analysis: A Historical Approach. Cambridge University Press. ISBN 0-521-62249-2.
- Labrum, E.A. (1994). Civil Engineering Heritage. Thomas Telford. ISBN 0-7277-1970-X.
- Lewis, Peter R. (2004). Beautiful Bridge of the Silvery Tay. Tempus.
- Mir, Ali (2001). Art of the Skyscraper: the Genius of Fazlur Khan. Rizzoli International Publications. ISBN 0-8478-2370-9.
- Rozhanskaya, Mariam; Levinova, I. S. (1996). "Statics" in Morelon, Régis & Rashed, Roshdi (1996). Encyclopedia of the History of Arabic Science, vol. 2–3, Routledge. ISBN 0-415-02063-8
- Whitbeck, Caroline (1998). Ethics in Engineering Practice and Research. Cambridge University Press. ISBN 0-521-47944-4.
- Hoogenboom P.C.J. (1998). "Discrete Elements and Nonlinearity in Design of Structural Concrete Walls", Section 1.3 Historical Overview of Structural Concrete Modelling, ISBN 90-901184-3-8.
- Nedwell, P.J.; Swamy, R.N.(ed) (1994). Ferrocement:Proceedings of the Fifth International Symposium. Taylor & Francis. ISBN 0-419-19700-1.